# Christy
Christy (1994–1995) – amerykański serial obyczajowy oparty na powieści Catherine Marshall pod tym samym tytułem, który został wydany w 1967 roku.
Jego światowa premiera odbyła się 3 kwietnia 1994 roku na kanale CBS. Ostatni odcinek został wyemitowany 2 sierpnia 1995 roku. W Polsce serial nadawany był dawniej na kanale TVP1.

## Obsada
- Kellie Martin jako Christy Huddleston
- Randall Batinkoff jako David Grantland
- Stewart Finlay-McLennan jako Neil MacNeill
- Tyne Daly jako Alice Henderson
- Emily Schulman jako Ruby Mae Morrison
- Tess Harper jako Fairlight Spencer
- LeVar Burton jako Daniel Scott (II seria)
- Sally Smithwick jako Bessie Coburn

## Spis odcinków
| N/o            | Tytuł angielski                                         |
| -------------- | ------------------------------------------------------- |
|                |                                                         |
| SERIA PIERWSZA |                                                         |
|                |                                                         |
| 01             | Pilot                                                   |
| 02             | Pilot                                                   |
|                |                                                         |
| 03             | Lost and Found                                          |
|                |                                                         |
| 04             | Both Your Houses                                        |
|                |                                                         |
| 05             | A Closer Walk                                           |
|                |                                                         |
| 06             | Judgement Day                                           |
|                |                                                         |
| 07             | Eye of the Storm (a.k.a. Journeys to the Heart, Part I) |
|                |                                                         |
| 08             | Amazing Grace (a.k.a. Journeys to the Heart, Part II)   |
|                |                                                         |
| SERIA DRUGA    |                                                         |
|                |                                                         |
| 09             | The Sweetest Gift                                       |
| 10             | The Sweetest Gift                                       |
|                |                                                         |
| 11             | To Have and To Hold                                     |
|                |                                                         |
| 12             | The Hunt                                                |
|                |                                                         |
| 13             | A Man's Reach                                           |
|                |                                                         |
| 14             | Secret Story (a.k.a. Ghost Story)                       |
|                |                                                         |
| 15             | Echoes                                                  |
|                |                                                         |
| 16             | The Lie                                                 |
|                |                                                         |
| 17             | Green Apples                                            |
|                |                                                         |
| 18             | The Hostage                                             |
|                |                                                         |
| 19             | Babe in the Woods                                       |
|                |                                                         |
| 20             | Second Sight                                            |
|                |                                                         |
| 21             | The Road Home                                           |
|                |                                                         |